# Spergularia fimbriata
Espèce
Spergularia fimbriata est une plante herbacée annuelle de la famille des Caryophyllaceae.

## Description
- Tiges grèles étalées
- Fleurs  roses ou violettes (3 ou 4 mm) avec les sépales aussi longs que les pétales.
- Fruit: capsule

## Habitat
Rochers.

## Répartition
Méditerranéenne: Maroc, Îles Canaries

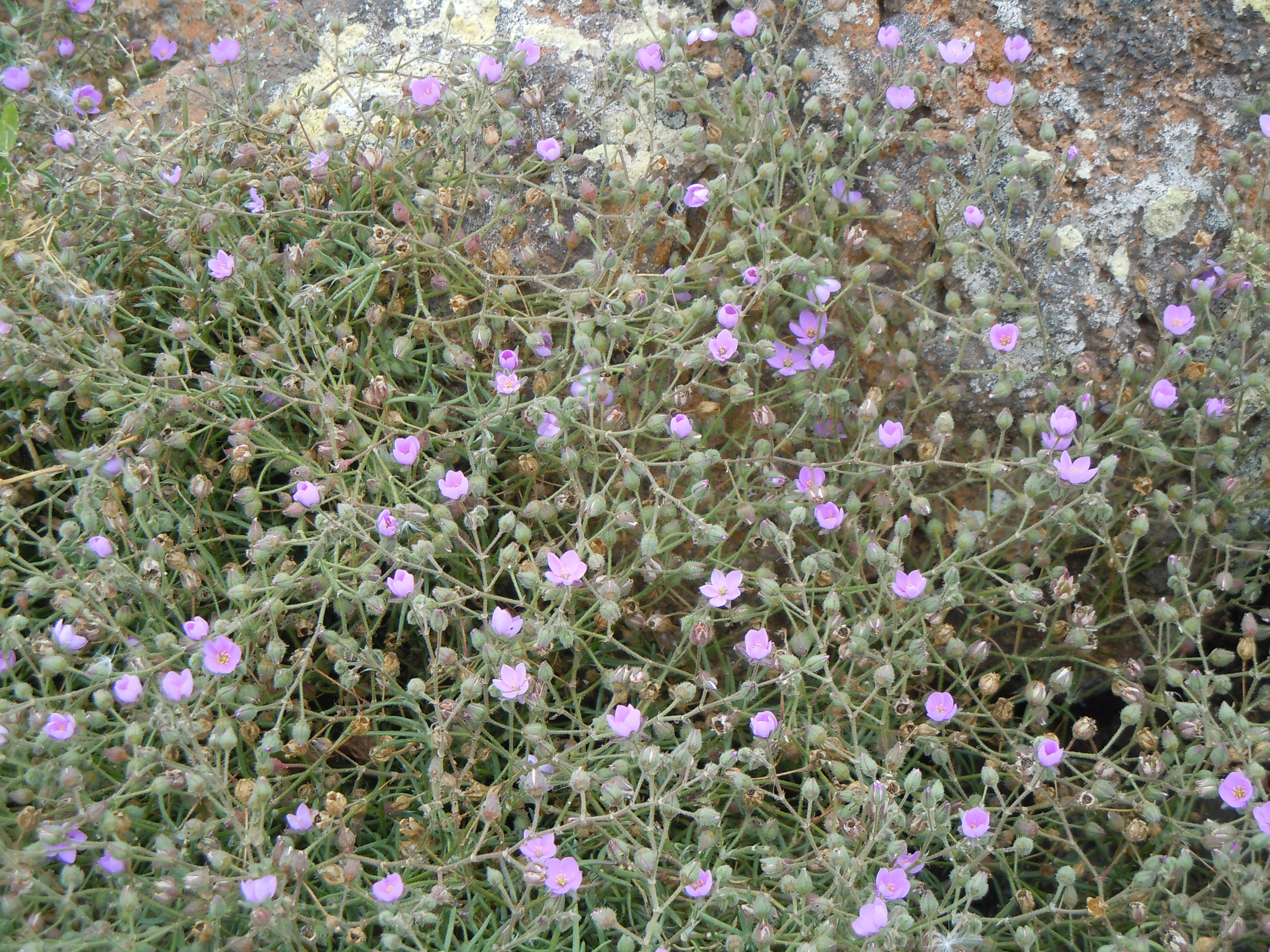
Spergularia fimbriata, à Lanzarote